# Copa del Emperador 1996
La 76.ª Copa del Emperador (第76回天皇杯全日本サッカー選手権大会 Dai 76-kai Tennōhai Zennihon Sakkā Senshuken Taikai?) fue la edición 1996 de dicha competición de fútbol, la más antigua de Japón. El torneo comenzó el 3 de noviembre de 1996 y terminó el 1 de enero de 1997.
El campeón fue Verdy Kawasaki, tras vencer en la final a Sanfrecce Hiroshima. De esta manera, el conjunto de la prefectura de Kanagawa volvió a dar la vuelta olímpica luego de nueve años. Por lo mismo, disputó la Supercopa de Japón 1997 ante Kashima Antlers, ganador de la J. League 1996, y clasificó a la Recopa de la AFC 1997-98.

## Desarrollo
Fue disputada por 80 equipos. Un cambio de formato aseguró entrada directa a los clubes de J. League (primera división) y los de Japan Football League (segunda división), mientras que los entrantes indirectos fueron definidos por torneos por prefectura y no por región como se hacía desde 1972.
Verdy Kawasaki ganó el campeonato.

## Equipos participantes

### J. League
- Kashima Antlers
- Urawa Red Diamonds
- JEF United Ichihara
- Kashiwa Reysol
- Verdy Kawasaki
- Yokohama Marinos
- Yokohama Flügels
- Bellmare Hiratsuka
- Shimizu S-Pulse
- Júbilo Iwata
- Nagoya Grampus Eight
- Kyoto Purple Sanga
- Gamba Osaka
- Cerezo Osaka
- Sanfrecce Hiroshima
- Avispa Fukuoka

### Japan Football League
- Consadole Sapporo
- Brummel Sendai
- Montedio Yamagata
- Tokyo Gas
- Fujitsu Kawasaki
- Honda F.C.
- Cosmo Yokkaichi
- Vissel Kobe
- Otsuka FC Vortis Tokushima
- Tosu Futures
- Oita F.C.

### Universidades del Kantō
- Universidad de Waseda
- Universidad de Tsukuba
- Universidad Kokushikan
- Universidad Komazawa

### Estudiantes del Kansai
- Universidad Kwansei Gakuin
- Universidad de Kansai

### Representantes de las prefecturas
- Denso
- TDK
- Gonohe Town Office S.C.
- Universidad Juntendō
- Universidad de Matsuyama
- Escuela Secundaria de Maruoka
- Universidad de Fukuoka
- Fukushima F.C.
- Seino Transportation
- Sanyo Electric
- Hiroshima Teachers
- Universidad de Educación de Hokkaidō Hakodate
- Central Kobe
- Prima Ham FC Tsuchiura
- Teihens F.C.
- Morioka Zebra
- Kagawa Shiun Club
- Volca Kagoshima
- Universidad de Tokai
- Universidad de Doshisha
- Universidad de Kōchi
- Blaze Kumamoto
- Mindhouse T.C.
- Sony Sendai
- Miyazaki Teachers
- Ueda Gentian
- Kunimi F.C.
- Universidad de Tenri
- Albireo Niigata
- Universidad Nippon Bunri
- Mitsubishi Motors Mizushima
- Kaiho Club
- Universidad de Comercio de Osaka
- Kawasoe Club
- NTT Kanto
- Renaiss Gakuen Koka S.C.
- F.C. Matsue
- Hitachi Air Conditioning Shimizu F.C.
- World Blitz Oyama
- Universidad Aoyama Gakuin
- Escuela Secundaria Comercial de Tokushima
- Escuela Secundaria Yonago East
- YKK
- Universidad de Wakayama
- Yamagata F.C.
- Universidad de Asia Oriental
- Ventforet Kofu

## Resultados

### Primera ronda
| Equipo 1                                  | Resultado          | Equipo 2                                      |
| ----------------------------------------- | ------------------ | --------------------------------------------- |
| Denso                                     | 3–1                | Universidad Juntendō                          |
| Blaze Kumamoto                            | 2–1                | Universidad Kwansei Gakuin                    |
| World Blitz Oyama                         | 0–7                | Vissel Kobe                                   |
| Universidad Nippon Bunri                  | 1–3                | Mitsubishi Motors Mizushima                   |
| Kaiho Club                                | 0–4                | Montedio Yamagata                             |
| Renaiss Gakuen Koka S.C.                  | 1–1 (t.s.) (5–3 p) | Universidad de Educación de Hokkaidō Hakodate |
| Morioka Zebra                             | 0–5                | Fujitsu Kawasaki                              |
| Universidad de Fukuoka                    | 2–2 (t.s.) (5–4 p) | Albireo Niigata                               |
| Kawasoe Club                              | 2–5                | Ventforet Kofu                                |
| F.C. Matsue                               | 0–9                | Universidad Kokushikan                        |
| Universidad de Matsuyama                  | 0–11               | Brummel Sendai                                |
| Universidad de Tokai                      | 1–0                | Universidad de Comercio de Osaka              |
| Universidad de Wakayama                   | 0–3                | Consadole Sapporo                             |
| Gonohe Town Office S.C.                   | 2–1                | Sanyo Electric                                |
| Fukushima F.C.                            | 2–1                | Hitachi Air Conditioning Shimizu F.C.         |
| Teihens F.C.                              | 0–4                | Universidad de Tsukuba                        |
| NTT Kanto                                 | 2–0                | Universidad de Doshisha                       |
| YKK                                       | 0–5                | Universidad de Waseda                         |
| Mindhouse T.C.                            | 1–5                | Tokyo Gas                                     |
| Ueda Gentian                              | 1–2                | Kunimi F.C.                                   |
| Central Kobe                              | 0–3                | Tosu Futures                                  |
| Sony Sendai                               | 2–1                | Hiroshima Teachers                            |
| Universidad de Tenri                      | 0–1                | Cosmo Yokkaichi                               |
| Prima Ham FC Tsuchiura                    | 2–3 (t.s.)         | Universidad Komazawa                          |
| Escuela Secundaria Comercial de Tokushima | 1–5                | Oita F.C.                                     |
| Volca Kagoshima                           | 3–1                | TDK                                           |
| Yamagata F.C.                             | 1–7                | Otsuka FC Vortis Tokushima                    |
| Universidad de Kōchi                      | 8–1                | Miyazaki Teachers                             |
| Universidad Aoyama Gakuin                 | 0–4                | Honda F.C.                                    |
| Universidad de Asia Oriental              | 3–4                | Kagawa Shiun Club                             |
| Escuela Secundaria de Maruoka             | 0–4                | Seino Transportation                          |
| Escuela Secundaria Yonago East            | 0–4                | Universidad de Kansai                         |

### Segunda ronda
| Equipo 1                   | Resultado | Equipo 2                    |
| -------------------------- | --------- | --------------------------- |
| Denso                      | 3–1       | Blaze Kumamoto              |
| Vissel Kobe                | 4–2       | Mitsubishi Motors Mizushima |
| Montedio Yamagata          | 6–0       | Renaiss Gakuen Koka S.C.    |
| Fujitsu Kawasaki           | 3–0       | Universidad de Fukuoka      |
| Ventforet Kofu             | 1–2       | Universidad Kokushikan      |
| Brummel Sendai             | 4–1       | Universidad de Tokai        |
| Consadole Sapporo          | 4–0       | Gonohe Town Office S.C.     |
| Fukushima F.C.             | 3–0       | Universidad de Tsukuba      |
| NTT Kanto                  | 1–0       | Universidad de Waseda       |
| Tokyo Gas                  | 8–0       | Kunimi F.C.                 |
| Tosu Futures               | 5–2       | Sony Sendai                 |
| Cosmo Yokkaichi            | 3–0       | Universidad Komazawa        |
| Oita F.C.                  | 6–1       | Volca Kagoshima             |
| Otsuka FC Vortis Tokushima | 2–1       | Universidad de Kōchi        |
| Honda F.C.                 | 3–2       | Kagawa Shiun Club           |
| Seino Transportation       | 1–2       | Universidad de Kansai       |

### Tercera ronda
| Equipo 1             | Resultado          | Equipo 2                   |
| -------------------- | ------------------ | -------------------------- |
| Yokohama Flügels     | 4–0                | Denso                      |
| Kyoto Purple Sanga   | 4–3                | Vissel Kobe                |
| Gamba Osaka          | 4–1                | Montedio Yamagata          |
| JEF United Ichihara  | 0–0 (t.s.) (4–5 p) | Fujitsu Kawasaki           |
| Kashiwa Reysol       | 1–0                | Universidad Kokushikan     |
| Sanfrecce Hiroshima  | 2–0                | Brummel Sendai             |
| Shimizu S-Pulse      | 1–0                | Consadole Sapporo          |
| Júbilo Iwata         | 1–2                | Fukushima F.C.             |
| Urawa Red Diamonds   | 3–0                | NTT Kanto                  |
| Cerezo Osaka         | 3–1                | Tokyo Gas                  |
| Bellmare Hiratsuka   | 1–0                | Tosu Futures               |
| Nagoya Grampus Eight | 0–1                | Cosmo Yokkaichi            |
| Verdy Kawasaki       | 4–0                | Oita F.C.                  |
| Yokohama Marinos     | 1–2 (t.s.)         | Otsuka FC Vortis Tokushima |
| Avispa Fukuoka       | 3–1                | Honda F.C.                 |
| Kashima Antlers      | 2–0                | Universidad de Kansai      |

### Cuarta ronda
| Equipo 1           | Resultado | Equipo 2                   |
| ------------------ | --------- | -------------------------- |
| Yokohama Flügels   | 0–1       | Kyoto Purple Sanga         |
| Gamba Osaka        | 3–1       | Fujitsu Kawasaki           |
| Kashiwa Reysol     | 1–2       | Sanfrecce Hiroshima        |
| Shimizu S-Pulse    | 2–1       | Fukushima F.C.             |
| Urawa Red Diamonds | 4–0       | Cerezo Osaka               |
| Bellmare Hiratsuka | 3–1       | Cosmo Yokkaichi            |
| Verdy Kawasaki     | 4–0       | Otsuka FC Vortis Tokushima |
| Avispa Fukuoka     | 0–2       | Kashima Antlers            |

### Cuartos de final
| Equipo 1            | Resultado | Equipo 2           |
| ------------------- | --------- | ------------------ |
| Kyoto Purple Sanga  | 2–3       | Gamba Osaka        |
| Sanfrecce Hiroshima | 3–0       | Shimizu S-Pulse    |
| Urawa Red Diamonds  | 3–0       | Bellmare Hiratsuka |
| Verdy Kawasaki      | 2–1       | Kashima Antlers    |

### Semifinales
| Equipo 1           | Resultado | Equipo 2            |
| ------------------ | --------- | ------------------- |
| Gamba Osaka        | 0–2       | Sanfrecce Hiroshima |
| Urawa Red Diamonds | 0–3       | Verdy Kawasaki      |

### Final
| Equipo 1            | Resultado | Equipo 2       |
| ------------------- | --------- | -------------- |
| Sanfrecce Hiroshima | 0–3       | Verdy Kawasaki |

| 1 de enero de 1997, 14:00 (UTC+9) | Sanfrecce Hiroshima | 0:3 (0:2) | Verdy Kawasaki                         | Estadio Nacional, Tokio         |                                 |
|                                   |                     | Reporte   | Kitazawa 3' · Miura 11' · Kurihara 59' | Asistencia: 38.737 espectadores | Asistencia: 38.737 espectadores |

|                                   |
| Bandera de Prefectura de Kanagawa |
| Campeón Verdy Kawasaki 4.º título |